# Institut français du Proche-Orient
L’Institut français du Proche-Orient (Ifpo) fait partie du réseau des centres de recherches français à l'étranger (IFRE). Il est présent en Syrie, au Liban, en Jordanie, en Irak et dans les Territoires palestiniens.

## Bref historique

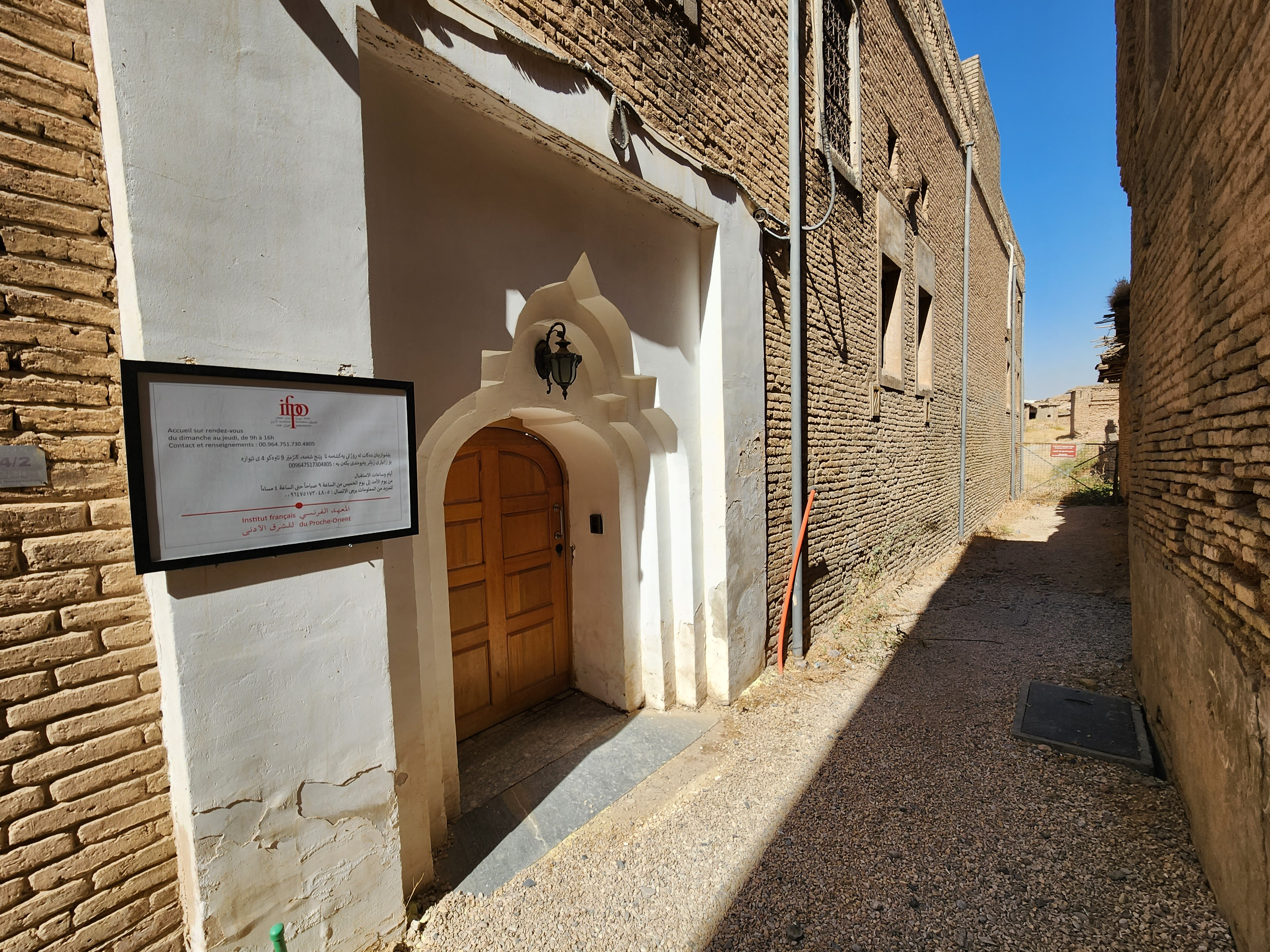
Institut français du Proche-Orient à Erbil, Irak.

L’Institut français du Proche-Orient est né le 1er janvier 2003 du regroupement de l’Institut français d’études arabes de Damas (Ifead, fondé en 1922), de l’Institut français d’archéologie du Proche-Orient (Ifapo, 1946, Syrie, Liban et Jordanie), et du Centre d’études et de recherches sur le Moyen-Orient contemporain (Cermoc, 1977, Liban, et 1988, Jordanie).
Son statut est celui d'une unité mixte des Instituts français de recherche à l’étranger (UMIFRE n° 6), relevant à la fois du ministère français des Affaires étrangères et du CNRS (UAR, unité d'appui à la recherche n° 3135).

## Champs de recherche et vocation régionale
L'Ifpo est présent en Syrie, au Liban, en Jordanie, en Irak et dans les Territoires palestiniens. Originellement à Damas, sa direction générale a été relocalisée en 2011 à Beyrouth. Les missions de l’Institut français du Proche-Orient sont la recherche, la formation à la recherche, la diffusion des savoirs, la coopération avec les institutions locales et internationales. Elles sont accomplies avec le soutien des ministères français chargés de la recherche et de l’enseignement supérieur et en lien avec eux.
L’Institut est un lieu d’étude et de recherche scientifique dans tous les domaines des civilisations du Proche-Orient, anciennes et modernes. Par les activités et les publications de ses chercheurs, il a vocation à rendre la France présente au meilleur niveau universitaire et scientifique dans les divers champs de recherche relatifs à ces civilisations, de la préhistoire jusqu’au monde contemporain.
Il a également pour mission de former, notamment par la langue arabe, les étudiants qui se destinent à l’enseignement ou à la recherche. L'Institut est un membre fondateur de Bibliothèques d'Orient, une bibliothèque numérique de recherche qui cherche à rassembler des documents à travers le Proche-Orient témoignant des liens historiques entre la France et le Levant. 

## Organisation
L’institut est organisé autour de trois départements : archéologie et histoire de l’Antiquité ; études arabes, médiévales et modernes ; études contemporaines.
Il recrute sur ses différents sites des chercheurs confirmés présents pour des périodes de deux à quatre ans et prioritairement choisis en fonction des programmes scientifiques en cours.
L’institut accueille également des chercheurs en formation (boursiers, allocataires, doctorants…) de toutes nationalités, qui participent aux activités scientifiques de l’Institut et y sont présents sur des périodes variables en fonction des besoins de leurs travaux. Un certain nombre de bourses de courte durée sont également attribuées pour des missions précises. Du fait de la présence de nombreux chercheurs, boursiers et doctorants par ailleurs membres d’écoles doctorales ou d’équipes de recherche françaises ou étrangères, extérieures à l’Institut, il existe de forts liens avec ces écoles doctorales et ces équipes de recherche.

### Direction
- janvier 2003 - août 2004 : Christian Decobert
- juin 2005 - mai 2008 : Jean-Yves L’Hopital
- 2008-2013 : François Burgat[3]
- 2013-2017 : Eberhard Kienle
- 2017-2021 : Michel Mouton
- Depuis septembre 2021 : Myriam Catusse[4]